# Synania
Synania (greacă Συνανιά) este o localitate în Grecia în prefectura Ahaia. În 2011 avea 23 de locuitori.